# Lystrosauridae
Los listrosáuridos (Lystrosauridae) son una familia extinta de sinápsidos que existieron durante los periodos Pérmico y Triásico.

## Distribución

Distribución de algunas formas de vida durante el Pérmico. Lystrosaurus resaltado en color gris

En el periodo Pérmico, los Lystrosauridae vivieron en lo que ahora es Zambia. Durante el triásico, vivieron en lo que ahora es la Antártida y China.

## Ecología
Los listrosaurios eran animales herbívoros.

## Géneros

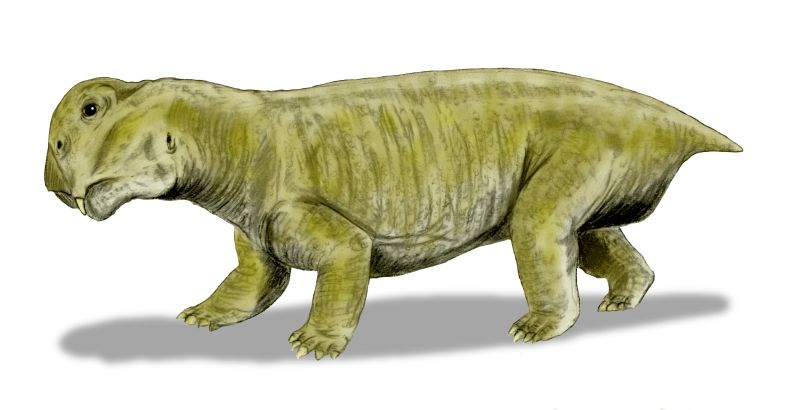
Lystrosaurus murrayi

- Basilodon
- Kwazulusaurus
- Lystrosaurus